# Clive Cussler
Clive Cussler (n. 15 iulie 1931, Aurora, Illinois, SUA – d. 24 februarie 2020, Scottsdale, Arizona, SUA) a fost un scriitor american de thriller.